# Markaz
Markaz là một thị trấn thuộc hạt Heves, Hungary. Thị trấn này có diện tích 25,61 km², dân số năm 2010 là 1771 người, mật độ 69 người/km².